# Gymnorhinus cyanocephalus
Gymnorhinus cyanocephalus là một loài chim trong họ Corvidae.

## Hình ảnh

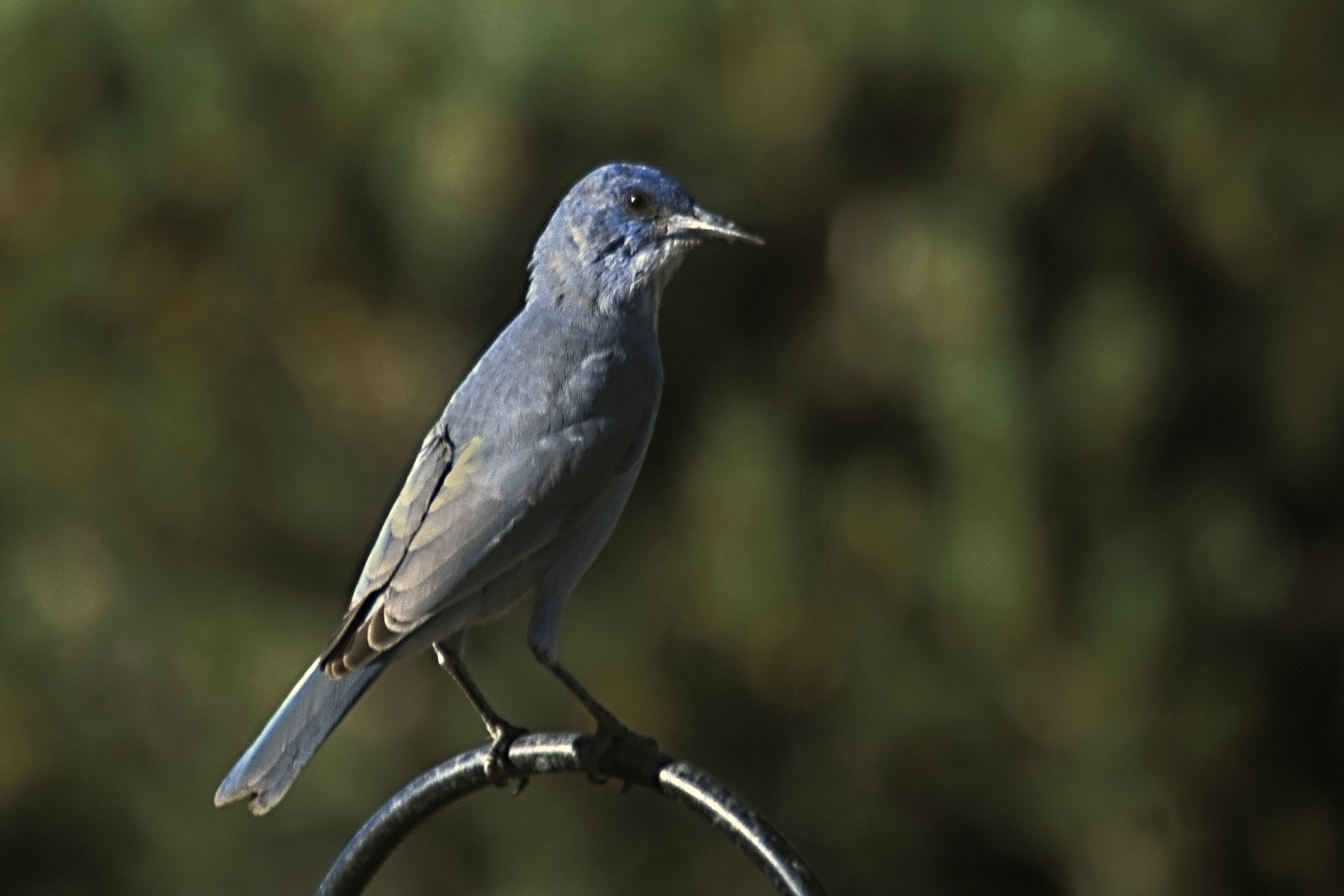
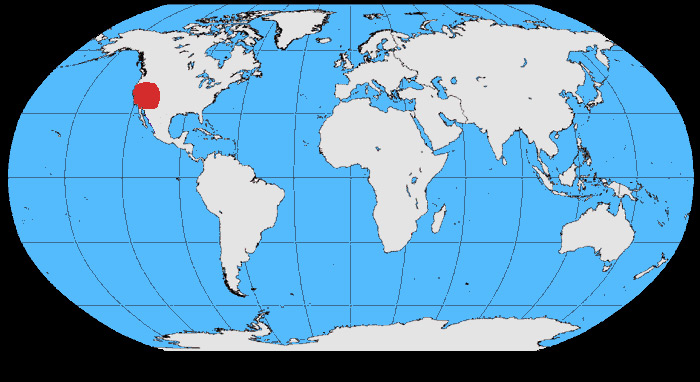
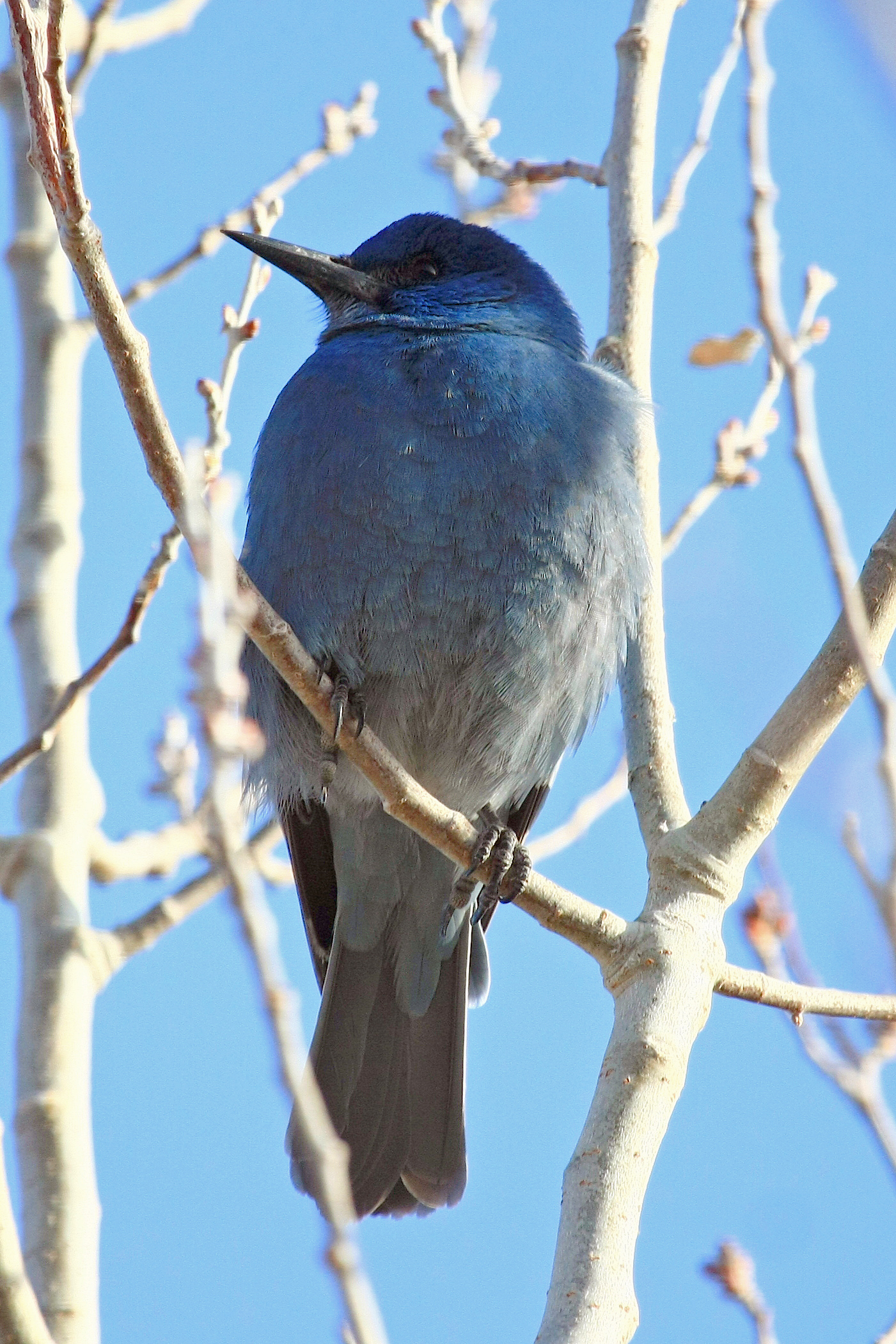